# Anno I.
Anno I. war 711/15 bis ca. 715 Kölner Bischof.

## Leben
Von Anno I. ist überliefert, dass er in St. Severin beigesetzt wurde. Zu Anfang des 7. Jahrhunderts war der Hl. Suitbert Weihbischof des Bischofs Anno I. Als sein Todestag ist der 24. Dezember überliefert. Er ist möglicherweise der Bauherr der Stiftskirche St. Severin.